# 6587 Brassens
6587 Brassens eller 1984 WA4 är en asteroid i huvudbältet som upptäcktes den 27 november 1984 av CERGA-observatoriet i Nice. Den är uppkallad efter den franske kompositören Georges Brassens.
Asteroiden har en diameter på ungefär 4 kilometer.